# Cossus Cornelius Lentulus
Pour les articles homonymes, voir Cornelius Lentulus.
Cossus Cornelius Lentulus est un homme politique et général romain né vers 35 av. J.-C. et mort en 36 ap. J.-C.

## Présentation
Il est d'abord appelé Cneius Cornelius Lentulus Cossus, puis Cossus Cornelius Lentulus.
Il est le fils de Gnaeus Cornelius Lentulus, questeur en 28 av. J.-C. ou de Gnaeus Cornelius Lentulus, le consul en 18 av. J.-C. ou encore de Cnaeus Cornelius Lentulus dit l'Augure, consul en 14 av. J.-C.
Frère ou cousin de Gnaeus Cornelius Lentulus Maluginensis (consul suffect en 10 et flamine de Jupiter) et de Publius Cornelius Lentulus Scipio (consul suffect en 2), et enfin père de Cossus Cornelius Lentulus (consul en 25) et de Gnaeus Cornelius Lentulus Gaetulicus (consul en 26).
Consul en 1 av. J.-C., puis proconsul d'Afrique de 6 à 8, il reçoit les ornements triomphaux et le surnom de Gaetulicus (qu'il choisit de ne pas porter, son dernier fils le portera) après sa victoire sur les Gétules et les Musulames. Ami d'Auguste, puis de Tibère, il est magister du collège des Quindecemviri sacris faciundis et devient préfet de la Ville à partir de 33. Il meurt très probablement en charge.
Selon Sénèque, aucun des secrets de Tibère ne lui était inconnu.